# Lincoln, Pennsylvania
Lincoln är en kommun av typen borough i Allegheny County i Pennsylvania. Vid 2010 års folkräkning hade Lincoln 1 072 invånare.